# 大月台
大月台（おおつきだい）は兵庫県神戸市灘区の町名。丁番を持たない単独町名である。住居表示実施済み。
令和2年国勢調査（2020年10月1日）における世帯数101、人口234、うち男性102人、女性132人。郵便番号は657-0017。

## 地理
東は大土平川から北側が水車新田で南側が鶴甲、南は篠原台、西と北は篠原。

## 歴史
平成元年（1989年）に篠原字大月山・炭竈山および篠原台の一部を宅地造成して誕生した。

### 地名の由来
明治16年10月刊行の『摂津国菟原郡篠原村誌』には「大月山　遊富豆伎（おふつき）○前ヶ谷、伯母野諸山ノ北ニアリ嶮岳タル大山ニシテ草山ナリ。　炭竈　須美賀麻（すみかま）○前ヶ谷ノ東ニアル松山タリ」とある。『神戸の地名』ではこれらの山名を山の形からかと推測し、また大斎（おおいつき）が約まった例のある事を引いて、同様である可能性を挙げている。
大月山には2社あったが、弁財天社は消失し、天神宮は篠原北町の厳島神社に合祀された。